# Факундо Колідіо
Факундо Колідіо (ісп. Facundo Colidio, нар. 4 січня 2000, Рафаела) — аргентинський футболіст, нападник італійського клубу «Інтернаціонале». На умовах оренди виступає за клуб «Тігре».

## Клубна кар'єра
Народився 4 січня 2000 року в місті Рафаела. Вихованець юнацьких команд футбольних клубів «Атлетіко Рафаела» та «Бока Хуніорс».
20 вересня 2017 року перейшов у італійське «Інтернаціонале» за 7 мільйонів євро, з яким він підписав контракт на три роки. У міланському клубі став виступати за молодіжну команду, вигравши молодіжний суперкубок Італії у 2017 році, забивши обидва голи у грі проти «Роми» (2:1), а 2018 року виграв Турнір Віареджо та молодіжний чемпіонат Італії
13 серпня 2019 року був відданий в оренду в бельгійський клуб «Сент-Трюйден». 25 вересня 2019 року дебютував за команду, вийшовши на поле в грі Кубка Бельгії проти «Левена» (2:0), а 5 жовтня дебютував і у чемпіонаті Бельгії в матчі проти «Кортрейка», вийшовши на заміну. У своєму першому сезоні в оренді він зіграв дванадцять матчів у чемпіонаті та забив один гол, після чого 30 червня 2020 року було оголошено, що Колідіо залишиться у команді ще на рік, де цього разу був основним гравцем і зіграв у 31 грі чемпіонату, забивши 3 голи.
31 серпня 2021 року Колідіо був відданий в оренду до «Аустрії» (Відень) з правом викупу.

## Виступи за збірні
2017 року у складі юнацької збірної Аргентини (U-17) був учасником юнацького юнацького чемпіонату Південної Америки, на якому взяв участь у 4 іграх і відзначившись дублем у матчі з Перу (3:0), але аргентинці не вийшли з групи.
Протягом 2018—2019 років залучався до складу молодіжної збірної Аргентини, з якою був учасником молодіжного чемпіонату Південної Америки 2019 року в Чилі, на якому зіграв у 3 матчах і здобув з командою срібні нагороди. Загалом на молодіжному рівні зіграв у 9 офіційних матчах, забив 3 голи.

## Статистика виступів

### Статистика клубних виступів
| Сезон                    | Команда                  | Чемпіонат                | Чемпіонат | Чемпіонат | Національний кубок | Національний кубок | Національний кубок | Континентальні кубки | Континентальні кубки | Континентальні кубки | Інші змагання | Інші змагання | Інші змагання | Усього | Усього |
| Сезон                    | Команда                  | Ліга                     | Ігор      | Голів     | Ліга               | Ігор               | Голів              | Ліга                 | Ігор                 | Голів                | Ліга          | Ігор          | Голів         | Ігор   | Голів  |
| ------------------------ | ------------------------ | ------------------------ | --------- | --------- | ------------------ | ------------------ | ------------------ | -------------------- | -------------------- | -------------------- | ------------- | ------------- | ------------- | ------ | ------ |
| 2019–20                  | «Сент-Трюйден»           | Д1                       | 12        | 1         | КБ                 | 1                  | 0                  | -                    | -                    | -                    | -             | -             | -             | 13     | 1      |
| 2020–21                  | «Сент-Трюйден»           | Д1                       | 31        | 2         | КБ                 | 2                  | 0                  | -                    | -                    | -                    | -             | -             | -             | 33     | 2      |
| Усього за «Сент-Трюйден» | Усього за «Сент-Трюйден» | Усього за «Сент-Трюйден» | 43        | 3         |                    | 3                  | 0                  |                      | -                    | -                    |               | -             | -             | 46     | 3      |
| 2021–22                  | «Інтернаціонале»         | A                        | 0         | 0         | КІ                 | 0                  | 0                  | ЛЧ                   | 0                    | 0                    | СІ            | 0             | 0             | 0      | 0      |
| Усього за кар'єру        | Усього за кар'єру        | Усього за кар'єру        | 43        | 3         |                    | 3                  | 0                  |                      | 0                    | 0                    |               | 0             | 0             | 46     | 3      |

## Особисте життя
Колідіо також має італійський паспорт.

## Титули і досягнення
- Чемпіон Аргентини (1):

«Рівер Плейт»: 2023
- Володар Суперкубка Аргентини (1):

«Рівер Плейт»: 2023